# Segimerus
Segimerus was de broer van Segestes. Beide waren belangrijke figuren in de stam van de Cherusken in de eerste eeuw na Chr.
Opmerkelijk is dat in de strijd tegen de Romeinen, ontketend door Arminius, beide broers een radicaal andere positie innamen. Segestes steunde de Romeinen, terwijl Segimerus een rol speelde in de strijd in het Teutoburger Woud tegen Varus. Samen met Arminius was hij in het kamp van Varus verschenen en speelde een belangrijke rol in het misleiden van Varus waardoor deze zijn uiteindelijke nederlaag opliep.
In 15 leverde Segimerus zich samen met zijn zoon Sesithaces uit aan de Romeinen. Beide worden door de Romeinen opgenomen; al levert Sesithaces nog wel een probleem op: hij zou het lichaam van Varus na diens dood hebben geschoffeerd.
Segimerus moet overigens niet verward worden met Sigimerus: de vader van Arminius.